# Самуэль, Эвелин
Эвелин Самуэль (эст. Evelin Samuel, род. 13 мая 1975) — эстонская певица, автор песен, актриса музыкального театра, автор детских книг. Представитель Эстонии на конкурсе песни Евровидение 1999.

## Карьера
Эвелин Самуэль поет с детства и даже была записана студиями Эстонского радио в очень раннем возрасте. В конце 1980-х Эвелин присоединилась к детскому музыкальному театру «Коломбина», с которым она выступала на фестивале в Роскилле в Дании в 1992 году.
В 1993 году она заняла 4-е место на конкурсе для певцов-дебютантов Kaks takti ette, организованном Эстонским телевидением. В том же году она выиграла Балтийский конкурс песни Via Baltica, а год спустя снова победила с песней «Vari ja roos» на конкурсе песни Uus Laul, организованном Эстонским телевидением. В 1997 и 1999 годах Эвелин Самуэль принимала участие в конкурсе песни «Евровидение», а в 2002 году вышел ее дебютный альбом Alternature: Over The Water Blue. В конце 1990-х она также была DJ в популярном Raadio Uuno.
Эвелин также уже несколько лет поёт танцевальную музыку на паромах по Балтийскому морю.
В 2015 году Самуэль баллотировалась на всеобщих парламентских выборах, но не была избрана.

## Автор песен
В 2008 году Эвелин Самуэль представила свою дебютную книгу  Ükskord, kui sadas vihma («Однажды, когда шёл дождь»), фантастическую историю для маленьких детей. С тех пор она написала несколько песен, стихов и коротких рассказов, все для детей.
В 2010 году Эвелин Самуэль стала главным редактором популярного журнала о здоровье Tervis Pluss, который она занимала в течение года. Она еще и обозреватель.

### Конкурс песни Евровидение
Эвелин Самуэль пыталась принять участие в конкурсе песни «Евровидение» в 1994 году (с тремя песнями) и 1996 году с двумя песнями), но не преуспела до 1997 года, когда она вышла на сцену в качестве одной из бэк-вокалистов эстонской песни «Keelatud maa» в исполнении Маарьи-Лийс Илус, которая заняла восьмое место. Она вернулась в Eurolaul, эстонский отбор на конкурс песни «Евровидение», в 1998 году с двумя песнями и заняла второе место с песней «Unistus igavesest päevast», отстав всего на три очка от победительницы.
На конкурсе песни Евровидение 1999, прошедшем в Иерусалиме, она представляла Эстонию с песней «Алмаз ночи» вместе с Камиль, заняв шестое место. Текст песни был написан Майан-АннойКярмас, которая была бэк-вокалисткой в записи. Это был первый случай, когда песня, исполненная не на эстонском языке, представляла Эстонию на конкурсе песни «Евровидение».
Эвелин пыталась принять участие в конкурсе «Евровидение» в 2000 году, но её не выбрали. Однако в 2000 и 2006 годах Эвелин была пресс-секретарём результатов эстонского телеголосования на «Евровидении».
Самуэль приняла участие в Eesti Laul 2022 с песней «Водопад», которая прошла квалификацию с первого четвертьфинала и будет участвовать в полуфинале.

### Музыкальный театр
В 2001 году Эвелин Самуэль была приглашена на роль Фантины в мюзикле «Отверженные» в Таллине, но ей пришлось отменить свое участие по личным причинам в середине репетиций. Тем не менее, пару лет спустя она заслужила хорошие отзывы за то, что сыграла Нэнси в фильме «Оливер!» в Таллине и продолжила играть в мюзикле «Мисс Сайгон» в Хельсинки. Она также была членом компании Иисус Христос — суперзвезда в 1993 году.

## Личная жизнь
В 2016 году Самуэль вышла замуж за пианиста Йохана Рандвера. У пары есть дочь Марта, родившаяся в 2019 году, и двое сыновей, Оскар и Торстен, от предыдущих отношений с журналистом Раймо Юлавере. С 2019 года ее часто называют Эвелин Свмуэль-Рандвере.